# Дом Роберта С. Эббота
 Дом Роберта С. Эббота (англ. Robert S. Abbott House) — исторический дом-музей в районе Гранд-бульвар в городе Чикаго, штат Иллинойс. Построенный в начале 20-го века, дом с 1926 года и до самой смерти Роберта С. Эббота (1870—1940), основателя и издателя «Чикаго Дефендер», самой большой по тиражу афроамериканской газеты в стране. Эбботт основал эту газету в 1905 году, в которой он призывал чернокожих жителей юга США переехать на север. Эббот стал одним из немногих чернокожих миллионеров-самородков в начале 20-го века. 8 ноября 1976 года дому был присвоен статус Национального исторического памятника и он был включен в Национальный реестр исторических мест.

## Описание и история
Дом Роберта С. Эббота находится в Саут-сайде Чикаго, к северу от Вашингтон-парка на западной стороне бульвара Мартина Лютера Кинга. Он стоит на южном конце группы рядных домов и является левой стороной асимметричного дуплекса. Дата его постройки неизвестна, но, судя по архитектурному стилю, который представляет собой сочетание поздневикторианского и неоклассического элементов, приблизительно 1900 год. Комбинированные блоки имеют общую крышу с тазобедренным верхом, а также крышу слева с большим выступным сечением, шириной в две секции. Справа от него находится одиночный отсек, расположенный рядом с входом в соседний блок, а вход в левый блок защищен отдельным боковым крыльцом с левой стороны. Крыльцо имеет известняковый балюстрад, с опорами, поднимающимися до ионических колонн, поддерживающих его крышу. Интерьер, который в дальнейшем был разбит на отдельные жилые единицы, сохраняет часть своего первоначального величия.
Роберт Эббот, афроамериканец родом из Джорджии, получил образование печатника в институте Хэмптона и переехал в Чикаго, где получил юридическое образование в юридическом колледже Кента. Не найдя работы в качестве юриста, он устроился в городской отдел печати, где ему пришла в голову идея печатать и распространять среди афроамериканской общины города газеты размером с салфетку. Основанная в 1905 году, газета «Чикаго Дефендер» сразу же стала пользоваться успехом и со временем превратилась в самую тиражную афроамериканскую газету в стране. Газета, которая широко распространялась за пределами Чикаго, была названа одним из основных факторов, повлиявших на Великую миграцию афроамериканцев с Юга, в ней позитивно описывались условия жизни на Севере, а также нелицеприятно рассказывалось о линчеваниях и других актах насилия в отношении афроамериканцев на Юге.